# Гусеница
Гусеница је назив за ларве дневних лептира, ноћних лептира и мољаца(инсекатски ред Lepidoptera). 

## Ларвени ступњеви
Метаморфоза инсеката описује се кроз неколико фаза и обухвата бројне промене.  Из јајета, које се полаже најчешће на биљку хранитељку, након времена које је карактеристично за врсту и по испуњењу свих неопходних услова еклодира ларва првог ступња. Услед храњења, следи фаза раста, и у већини случајева подразумева четири пресвлачења. Овај број може значајно да варира, па се код плаваца бележи три, а код појединих инвазивних врста из породице совица и десетак. Свако пресвлачење гусеници доноси значајно повећање масе и промену морфоанатомских, физиолошких и бихејвиоралних карактеристика.  Стандардизован начин описивања ларвених ступњева подразумева именовање ступња великим латиничним словом L коме је придодат редни број од 1 до латинично x (при чему је x последњи ступањ за дату врсту). Метаморфоза и сви процеси који јој претходе стоје под хормонском регулацијом.

## Општа морфологија
Тело гусенице описује кроз три целине, главу, грудни и трбушни регион. Глава подразумева све структуре учаурене у главену капсулу. Грудни или торакални део састоји се од три сегмената.  Трбушни или абдоминални регион састоји се од десет сегмената, а последњи је фузионисан и назива се анални сегмент. На првом торакалном и свим абдоминалним сегментима, бочно, налазе се отвори трахеалног система за дисање, спиракулуми. Трећи, четврти, пети и шести абдоминални сегмент, као и последњи, анални, носе по један пар лажних ножица. Овај број може бити значајно редукован, као што је то случај са гусеницама из породице земљомерки.

## Значај
Због свог диверзитета и бројности, гусенице су значај део трофичких ланаца и терестричних екосистема. Осим тога, одговор биљака хранитељки на хербиворију, што је процентуално најзаступљенији вид храњења међу гусеницама, резултује продукцијом бројних секундарних метаболита од значаја за човека. Добијање свиле серикулутром могуће је од давнина захваљујући гусеницама из породице свилопреља.Поједине културе вековима користе гусенице у исхрани. Свакако, сем позитивних ефеката које популације гусеница имају за човека, постоји и негативни. Најпознатији пример негативних ефеката су штеточине, које су међу гусеницама релативно честе и представљају опасност по економију услед штете проузроковане у усевима, виноградима, воћњацима и слично. Осим тога, гусенице мољаца познате су штеточине текстилне и прехрамбене индустрије. Минери, савијачи листови и гусенице са сличним животним формама могу представљати проблем нарочито уколико њихове биљке хранитељке спадају у угрожене врсте.
|  |  |  |
|  |  |  |